# Nemesbük
Nemesbük là một thị trấn thuộc hạt Zala, Hungary. Thị trấn này có diện tích 9,98 km², dân số năm 2010 là 689 người, mật độ 69 người/km².